# Anthony Musaba
Anthony Tite Musaba (ur. 6 grudnia 2000 w Beuningen) – holenderski piłkarz kongijskiego pochodzenia występujący na pozycji napastnika w holenderskim klubie sc Heerenveen. Wychowanek Vitesse, w trakcie swojej kariery grał także w takich zespołach, jak NEC, Monaco oraz Cercle Brugge.